# آلماسان

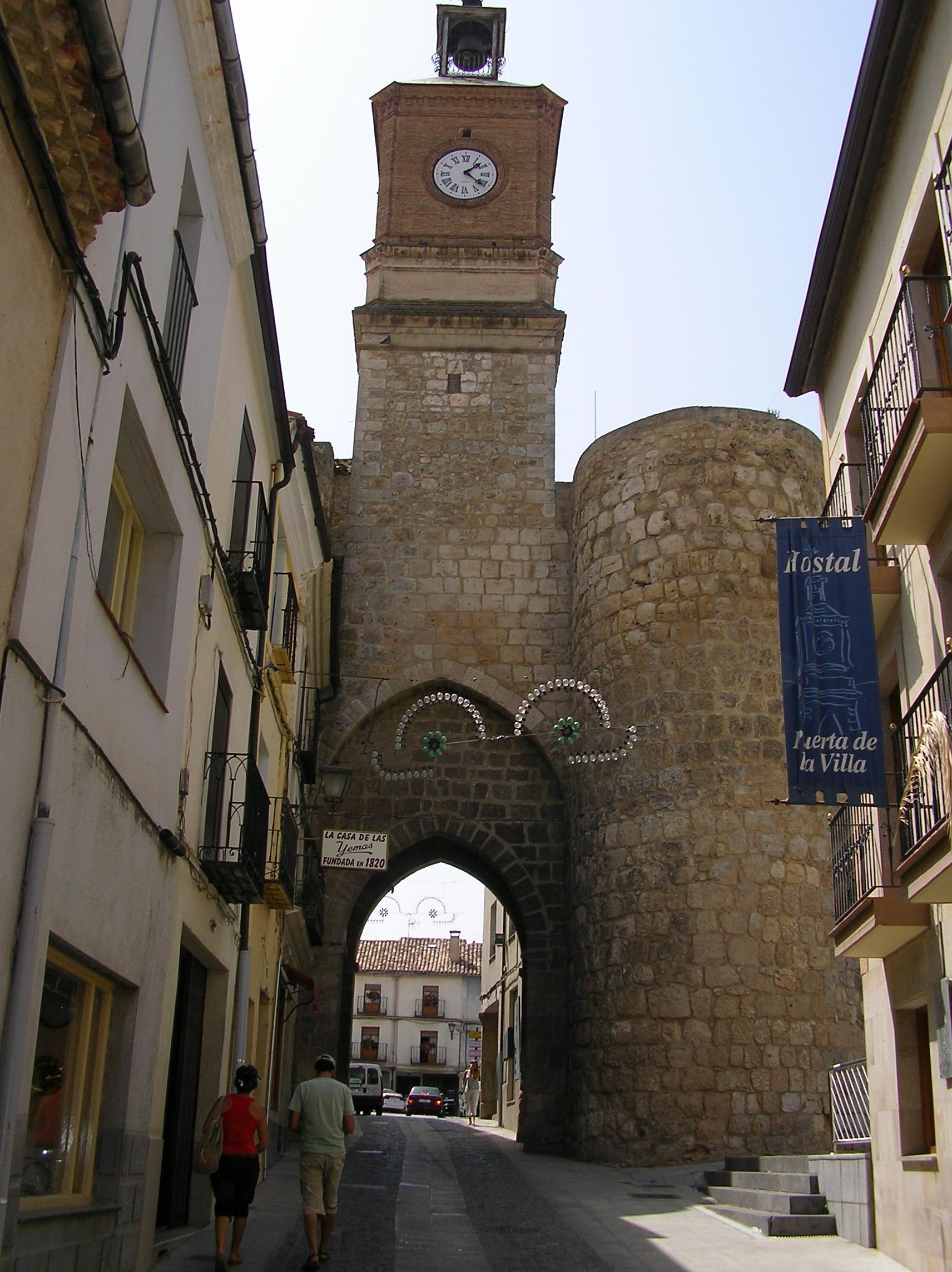
پوئرتا د لا بیلا

آلماسان (به اسپانیایی: Almazán) دهستانی در استان سوریای اسپانیا است. تا سال ۲۰۰۶ (میلادی) جمعیت این شهر حدود ۵٫۷۲۷ برآورد شده‌است.

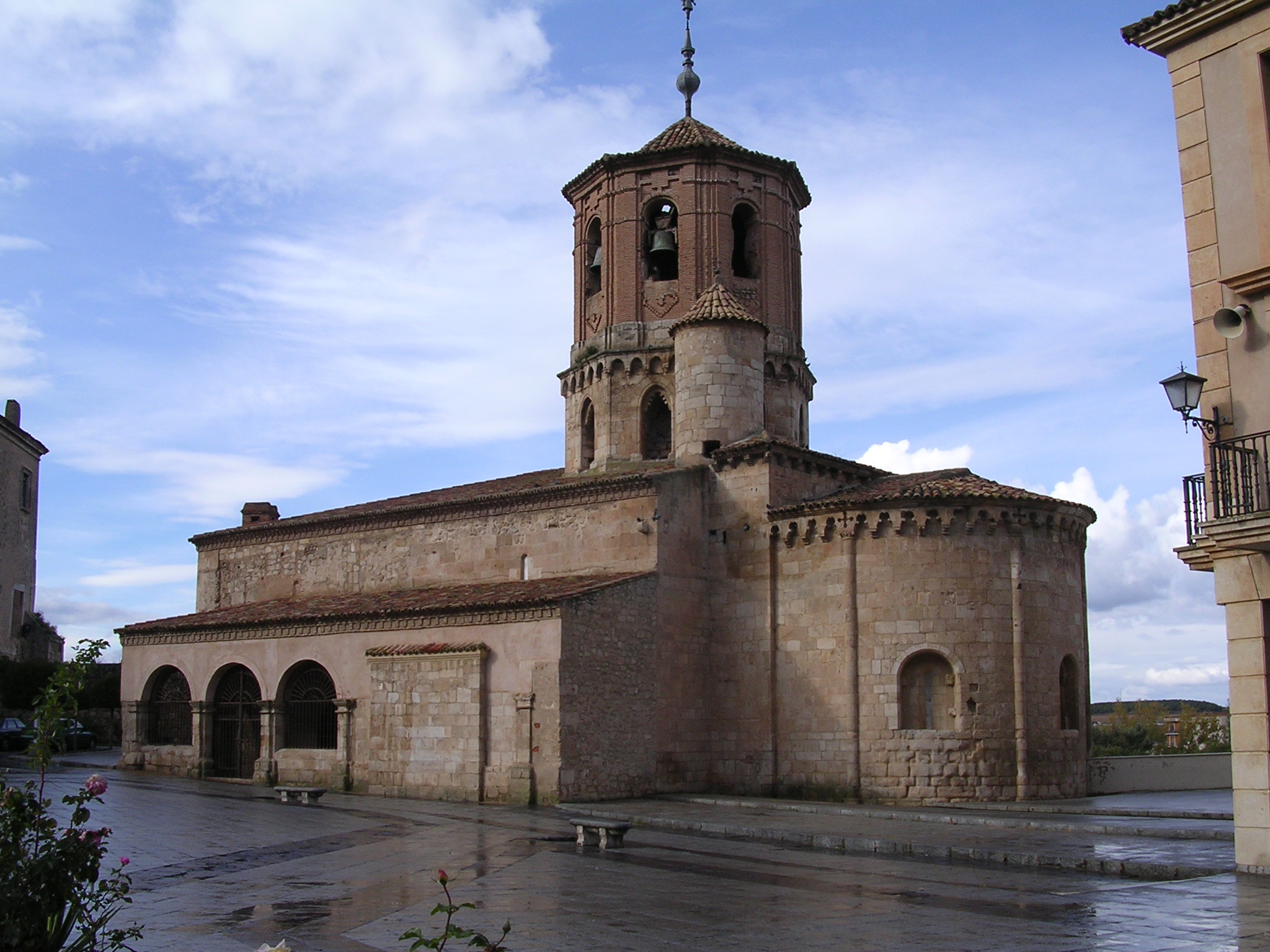
کلیسای سان میگوئل